# Song Yingzong
Yingzong chinesisch 英宗, Pinyin Yīngzōng, W.-G. Ying1-tsung1 – „Vorfahre der Heldische“; (* 16. Februar 1032 in Kaifeng; † 25. Januar 1067 ebenda) war der fünfte Kaiser der (Nördlichen) Song-Dynastie. Er war Sohn von Zhao Yunrang und Stiefsohn von Song Renzong.

## Leben
Yingzong war der 13. Sohn von Zhao Yunrang und Dame Ren. Seine Kinderzeit verbrachte er am Kaiserhof. Nach dem Zeitraum für militärische Erfahrungen wurde Yingzong im Jahr 1055 Kronprinz.

## Familie

### Kaiserin
1. Kaiserin Gao

### Nachkommen
Söhne
1. Song Shenzong
2. Zhao Hao
3. Zhao Yan
4. Zhao Jun

Töchter
1. Dening-Prinzessin
2. Baoan-Prinzessin
3. Shoukang-Prinzessin
4. Shuguo-Prinzessin

| Vorgänger | Amt                                | Nachfolger |
| --------- | ---------------------------------- | ---------- |
| Renzong   | Kaiser von China 1063–1067         | Shenzong   |
| Renzong   | Kaiser der Song-Dynastie 1063–1067 | Shenzong   |

| Personendaten    | Personendaten                                 |
| ---------------- | --------------------------------------------- |
| NAME             | Song Yingzong                                 |
| ALTERNATIVNAMEN  | 宋英宗 (chinesisch)                           |
| KURZBESCHREIBUNG | fünfter Kaiser der (Nördlichen) Song-Dynastie |
| GEBURTSDATUM     | 16. Februar 1032                              |
| GEBURTSORT       | Kaifeng                                       |
| STERBEDATUM      | 25. Januar 1067                               |
| STERBEORT        | Kaifeng                                       |